# 特洛伊
39°57′26″N 26°14′19″E / 39.95722°N 26.23861°E
特洛伊（又译特洛亚），别称伊利昂（古希臘語：或），古希腊时代小亚细亚（今土耳其位置）西北部的城邦，其遺址於公元1871年被發現。诗人荷马创作的兩部西方文学史最重要的作品：《伊利亚特》和《奥德赛》中的特洛伊戰爭，便以此城市為中心。19世紀之前一直被史學家視為虛構傳說的城市。
公元1871年德國業餘考古愛好者海因里希·施里曼聲稱發現特洛伊城遺址废墟，其後於同址發現更多不同時代的城市遺址。其中被考古學家命名為“特洛伊Ⅶ”的遺址，被認為是荷马史诗時期的特洛伊城，但近現代歷史學界仍然一直有人質疑特洛伊存在的真實性。据考古研究，此城毁灭于公元前13世纪。
史诗中特洛伊的遺址位於現今土耳其西北面的恰納卡萊省的希沙利克（Hissarlik，北緯39°58′，東經26°13′），於愛達山的西南面，离達達尼爾海峽不远。於羅馬帝國時期，奧古斯都曾於此處建成一座名為“Ilium”的城市，直至君士坦丁堡建成後於拜占庭帝國時期迅速沒落。

## 傳說中的特洛伊城

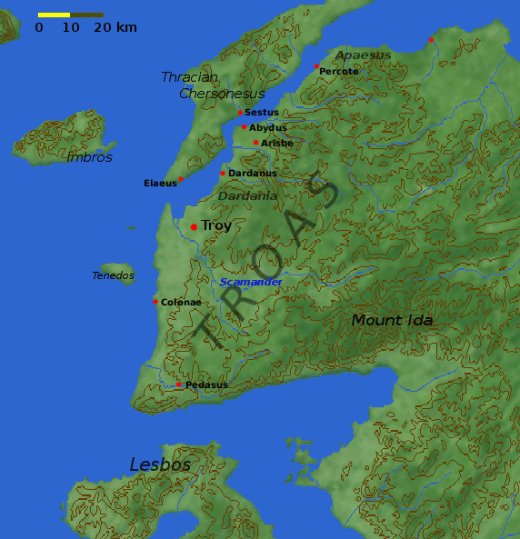
古特洛阿德地域圖

特洛伊的事跡在神話和傳奇中首次出現。根據希臘神話中的記述，特洛伊人是指那些居住在古老特羅亞德地區（位於小亞細亞）特洛伊城的古老公民。該地雖然位於亞洲，在傳說中特洛伊城卻被視為希臘城邦的一部分，擁有與希臘文化相似的社會。在傳說中，特洛伊城最為人所知的是它從東方及西方的港口貿易中獲取的巨额財富，衣服紡織，鐵器生產，和巨大的防禦城牆。
特洛伊的皇族始祖為達耳達諾斯，在希臘神話傳說為天神宙斯和厄勒克特拉（提坦神阿特拉斯的女兒）的兒子。在傳說中達耳達諾斯在薩莫色雷斯島（位於愛琴海北部）遇上了透刻罗斯，並與他來到了小亞細亞。這個從希臘南部阿提卡地區到來的殖民者，後來把自己的女兒嫁及達耳達諾斯，而達耳達諾斯後來建立了一個名為達耳達尼亞的王國（後來由埃涅阿斯統治），是特洛伊的前身。
在達耳達諾斯死後，由他的孫兒特羅斯起，便把國民稱為「特洛伊人」，而達耳達尼亞王國亦改稱為特洛阿德。到特羅斯的兒子伊洛斯（Ilus (son of Tros)）時，他便建立了傳說中的特洛伊城。在建城過程中，傳說宙斯賜予了一座守護神神像給特洛伊城，而为了纪念他的父亲，伊洛斯便決定把此城命名為特洛伊（Troy）。在伊洛斯死後，其子拉俄墨冬（Laomedon）繼位，傳說太陽神阿波羅（Apollō）和海神波塞冬（Poseidon）因受宙斯懲罰而為其築起防禦城牆和堡壘，但拉俄墨冬卻拒絕支付給他們應有的報酬。於是波塞冬便引發洪水淹浸特洛伊城，並要脅要以公主赫西俄涅（Hesione）作為海怪祭品。後來加上瘟疫流行，奪走了大量特洛伊人的性命。
在特洛伊戰爭發生前不久，有「大力士”之稱的海格力斯（Hercules）攻佔了特洛伊城，並把拉俄墨冬及他的兒子殺掉，只剩下幼子普里阿摩斯。後來他繼位成為了最後一個特洛伊王。約於公元前1193年至前1183年，邁錫尼文明希臘人發動了特洛伊戰爭，並再次攻陷了特洛伊城。後來根據希羅多德記載，在西利比亞有一部族宣稱他們是漂流過海的特洛伊人後代。在特洛伊戰爭後，特洛伊在小亞細亞地區的勢力迅速消失，被新興的呂底亞王朝取代，及後又被波斯阿契美尼德帝國征服。

## 荷马史诗中的特洛伊城
根據史詩《伊利亞特》記載，亞該亞人在特洛伊戰爭時把本營設於斯卡曼德羅斯河（今名）口，而運兵船等戰船亦都在此靠岸。至於特洛伊城的位置大約於斯卡曼德羅斯平原上的一座山上，離岸約15公里。但亦有考究指當年的海岸線與現今有別，現今的海岸線經歷多年由斯卡曼德羅斯河沖積而形成的沖積層，所以古特洛伊城海岸線應比現址向內陸推進5公里。
荷马的另一部著作《奧德賽》，亦對特洛伊城有進一步的描述。在羅馬帝國時期，詩人維吉爾曾於著作《埃涅阿斯紀》對此再加以詳盡闡述。以上史料，使當時多數希臘人及羅馬人確信荷马史诗中的特洛伊城位於安那托利亞上。而對於特洛伊戰爭的發生時期，當時不同的歷史學家有不同的估計：埃拉托色尼估計於公元前1184年完結，希羅多德估計於公元前1250年完結，而多里斯更估計早於公元前1334年便已完結。
有少數當代學者認為，荷马史诗中的特洛伊城並不是位於安那托利亞，而是位於英國、克羅地亞和斯堪的那維亞等提議。這些理論未被主流學者所接受。另有學者認為特洛伊人原屬匈牙利的遊牧民族马扎尔人的一分支，後來遭到赫梯王國的攻擊，才橫越海峽至特洛伊城舊址定居。在特洛伊戰爭後，特洛伊人沿著地中海北岸出逃，直至到達意大利，形成了伊特魯立亞文明。

## 考古學中的特洛伊城

希沙利克的考古遺址地圖

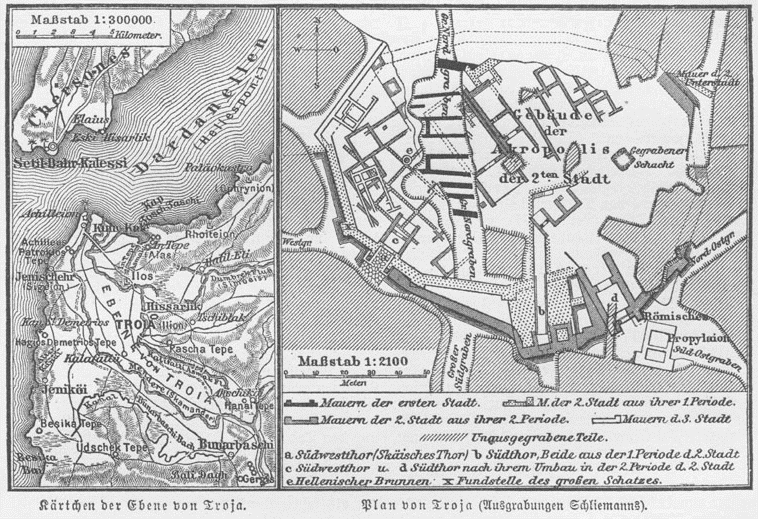
特洛伊城地圖

自公元1871年在希沙利克（Hissarlik）發現特洛伊城遺址廢墟後，考古學家陸續於該址發掘出更多座不同時期特洛伊城的遺址，而這些遺址分別被考古學家以特洛伊「I-IX」命名。以下兹列各部份分支：

### 特洛伊I至特洛伊V
- 特洛伊I： 公元前3000-2600年

（西安那托利亚青銅時代初期1）
- 特洛伊II： 公元前2600-2250年

（西安那托利亞 青銅時代初期2）
- 特洛伊III： 公元前2250-2100年

（西安那托利亞 青銅時代初期3 [早期]）
- 特洛伊IV： 公元前2100-1950年

（西安那托利亞 青銅時代初期3 [中期]）
- 特洛伊V： 公元前二十至十八世紀

（西安那托利亞 青銅時代初期3 [晚期]）
據考究，史上第一座特洛伊城約於公元前3000年便已建成，在青銅時代，該城似乎已經是一個繁盛的貿易城市，由於此地扼要地控制著達達尼爾海峽，所以所有往來愛琴海與黑海之間的商船都必須通過此處。

### 特洛伊VI
- 特洛伊VI： 公元前十七至十五世紀
- 特洛伊VIh： 青銅時代晚期， 公元前十四世紀

「特洛伊VI」約建成於公元前十七世紀，後於公元前十四世紀因地震被摧毀。現今於該城遺址只發現了少量當時特洛伊人使用過的箭頭， 並沒有發現過任何身體遺骸或重大遺跡。

### 特洛伊VII
- 特洛伊VIIa： 約公元前1300-1190年， 被認為最接近《荷马史诗》中的特洛伊战争时代
- 特洛伊VIIb1： 公元前十二世紀
- 特洛伊VIIb2： 公元前十一世紀
- 特洛伊VIIb3： 約至公元前950年
- 特洛伊VIII： 約公元前700年

在考古層面中，「特洛伊VIIa」約建成於公元前十三世紀中後期，這可從該處出土的陶器式樣中得知，因此該城被認為是最接近荷馬史詩中描述的特洛伊城。而從遺跡中顯示，此城似乎被戰爭毀壞，而且有火燒的痕跡。雖然如此，但直至1988年前，遺跡的規模仍不足以證實城市的存在，及後在進一步發掘出該城的其他部分後才解決此問題。
在遺跡部份的街道和房子裡，發現了一部分人的遺骸，而在遺跡西北方更發現了一些骨骼和頭蓋骨碎片。但由於只有小部分被挖掘出來，所以仍未能確定這些破壞是由戰爭或是自然災害做成。同樣地，「特洛伊VIIb1」及「特洛伊VIIb2」兩個遺跡都顯示被大火燒毀的痕跡。

### 特洛伊IX
- 特洛伊IX： 希臘文化下的「Ilium」城， 公元前一世紀

這是最後一座在同址建成的特洛伊城，約於公元前一世紀由羅馬皇帝奧古斯都建成。直至公元四世紀君士坦丁堡建成前，此城一直是一個重要的貿易中心。及後於拜占庭帝國時期迅速沒落消失。

## 旅遊業發展
現今於土耳其有一個名為特洛瓦的小鎮位於特洛伊城遺址附近，而該市鎮亦受惠於旅遊業蓬勃而急速發展。土耳其官方亦將該遺址命名為「特洛伊」。
現時每年皆有數以萬計遊客到遺址參觀旅遊。他們多數由伊斯坦堡乘搭公共汽車，或由恰納卡萊省首府恰納卡萊乘搭渡輪前往遺址。遊客所見到的是一個被高度商業化的遺址，有著各種商店，廣場及遊樂設施。亦因為遺址的挖掘工作非常頻繁，致使遺址已遭受一定程度破壞。有學者認為，此與遺址發現者海因里希·施里曼的發掘方法有一定關係。由於施里曼错误的将「特洛伊II」時代的城市当作荷马笔下的特洛伊城，所以他拆毀了許多較後期及前期的建築（包括所有「特洛伊VII」時代的房屋牆壁），以求展現出「特洛伊II」時代的城市風貌。同時，許多其他時代的遺址沒有任何保護，致使有不少文物被擄走。

## 畫廊

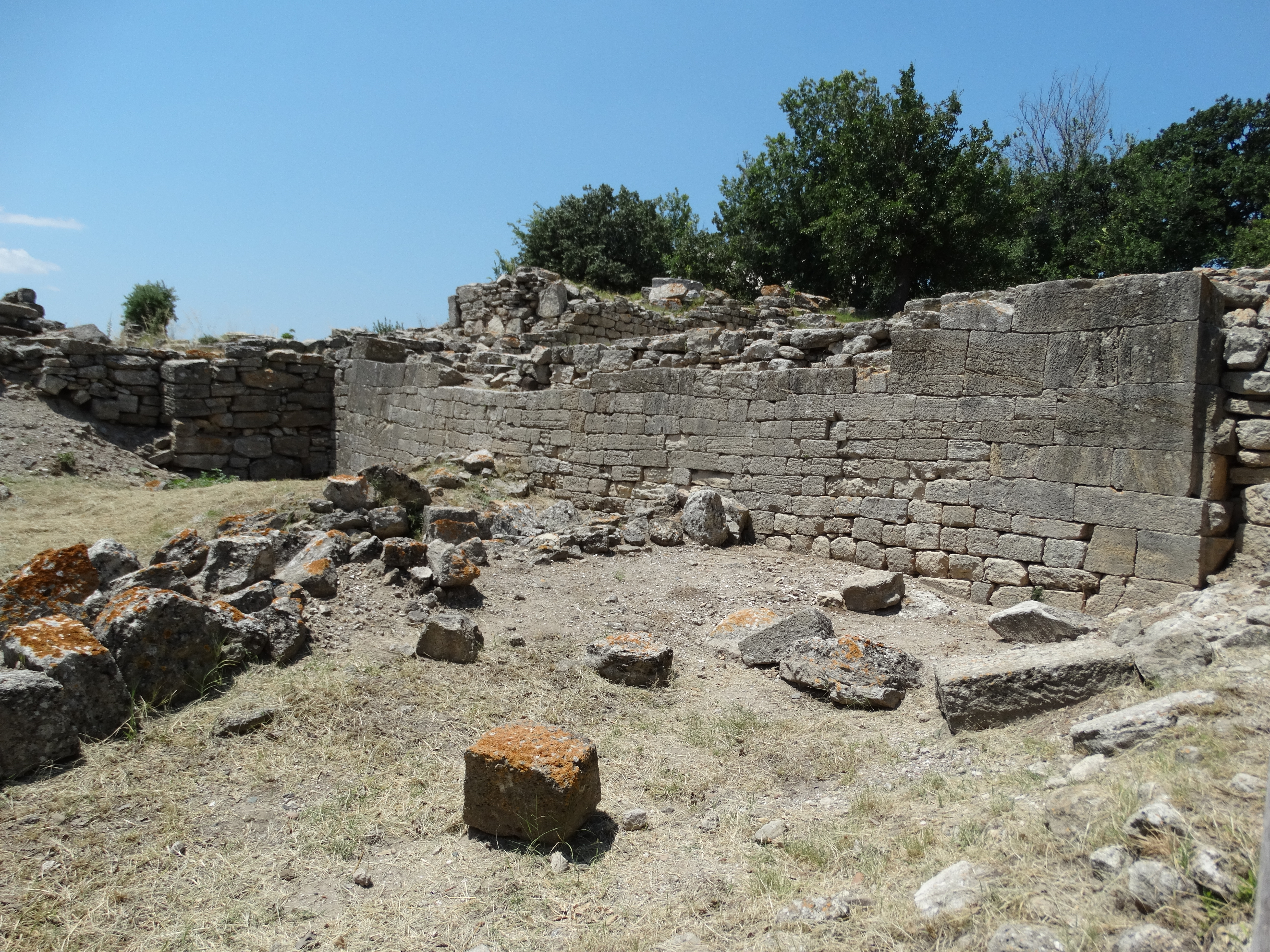
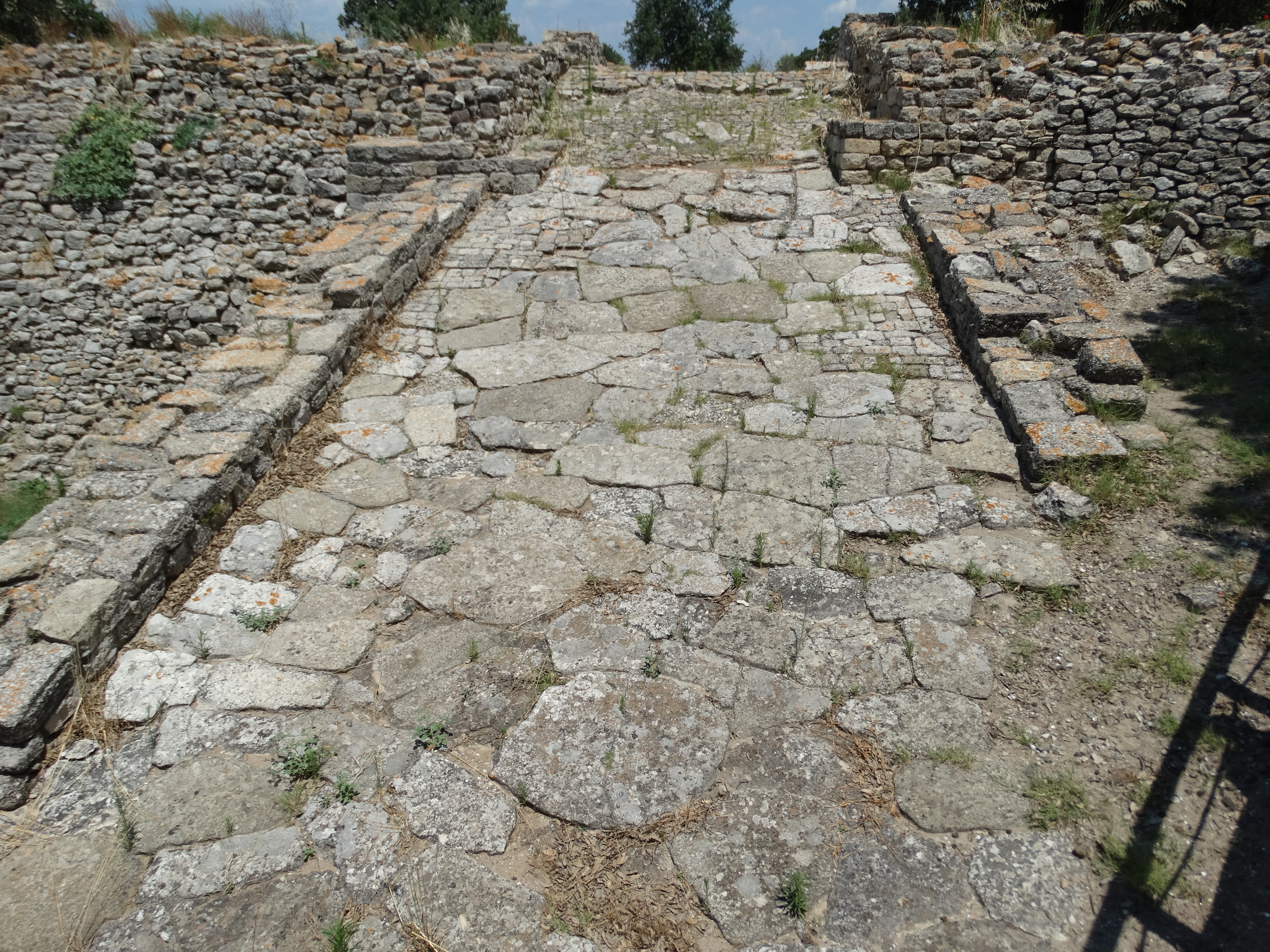
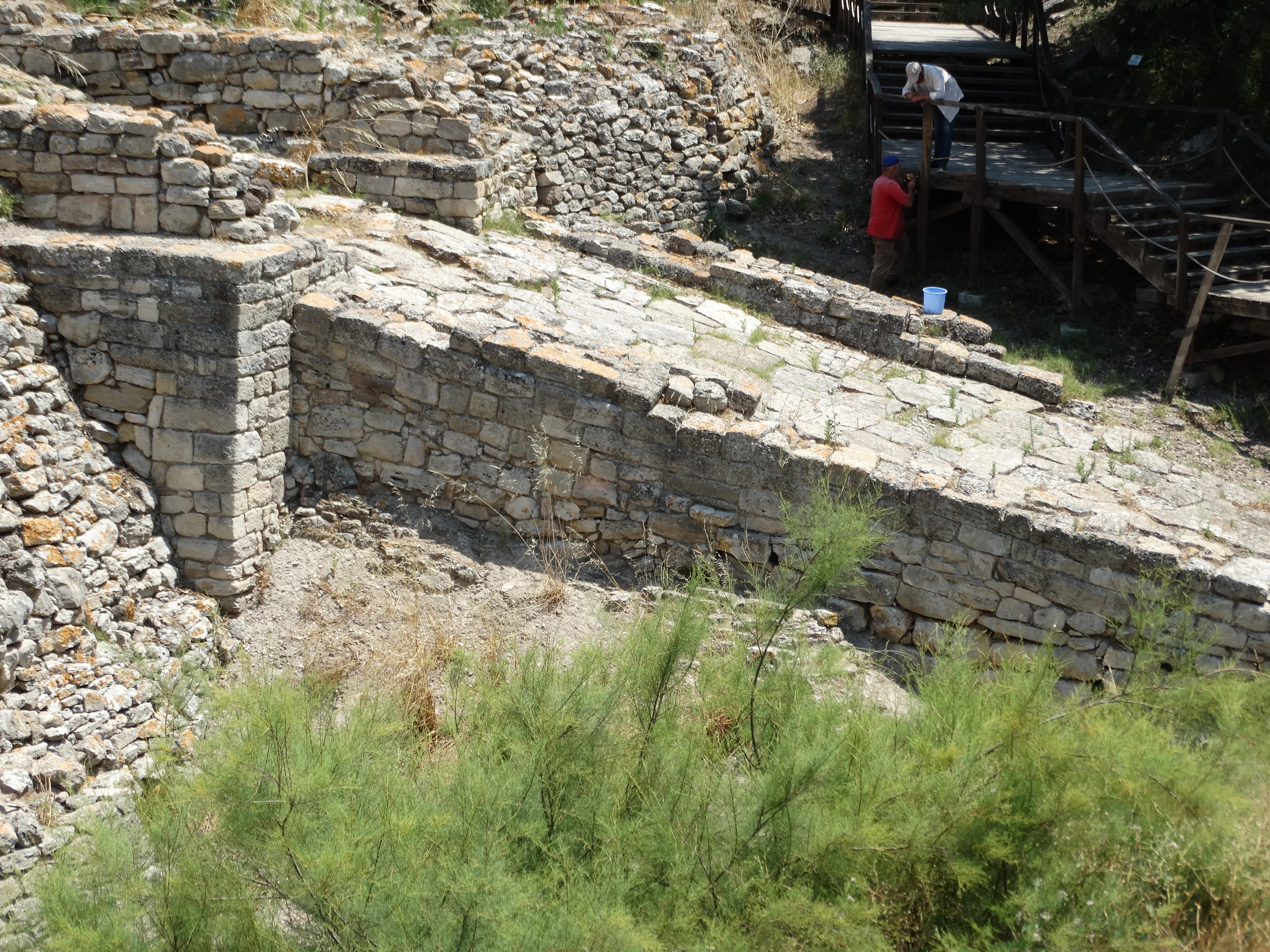
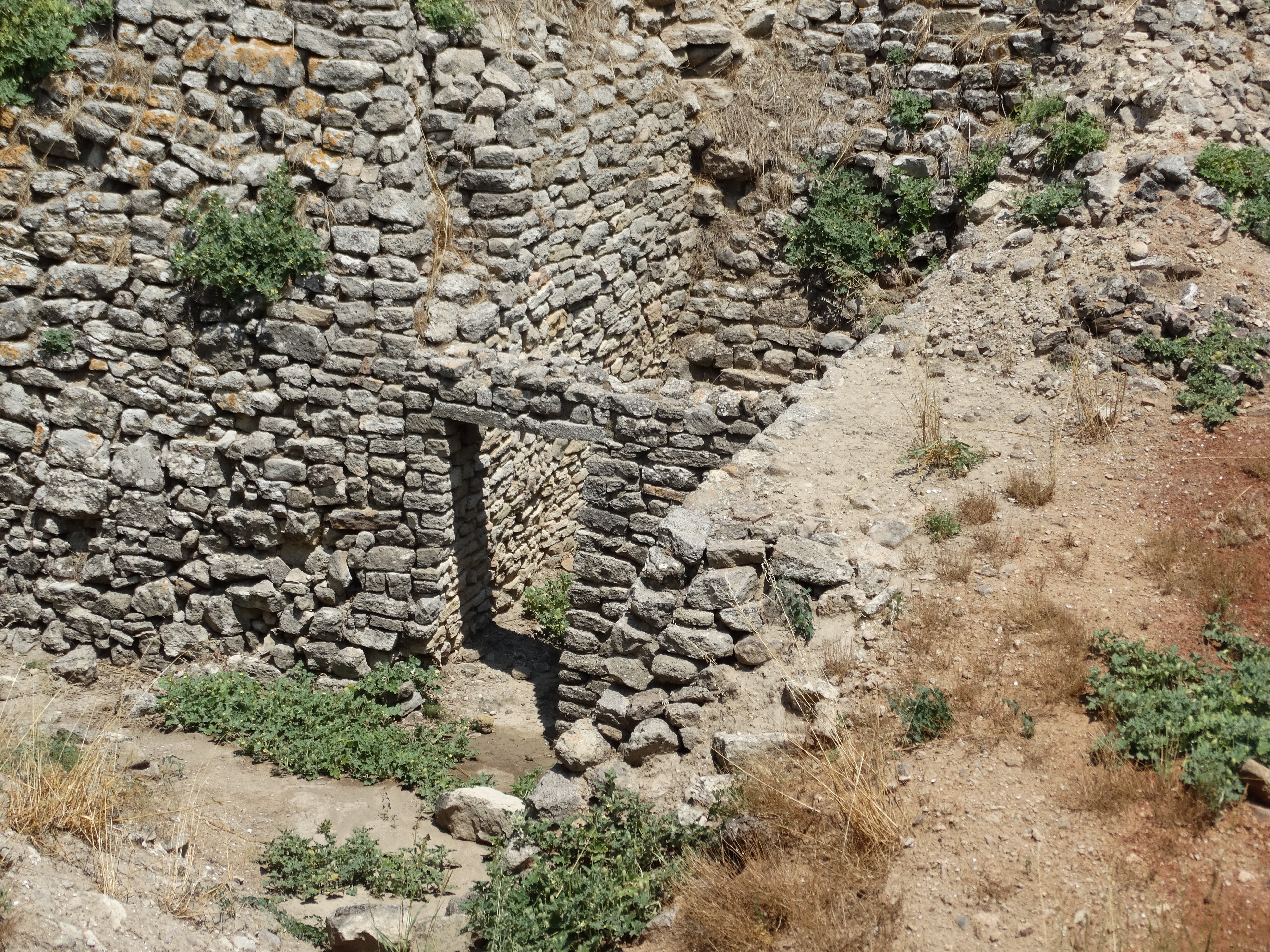
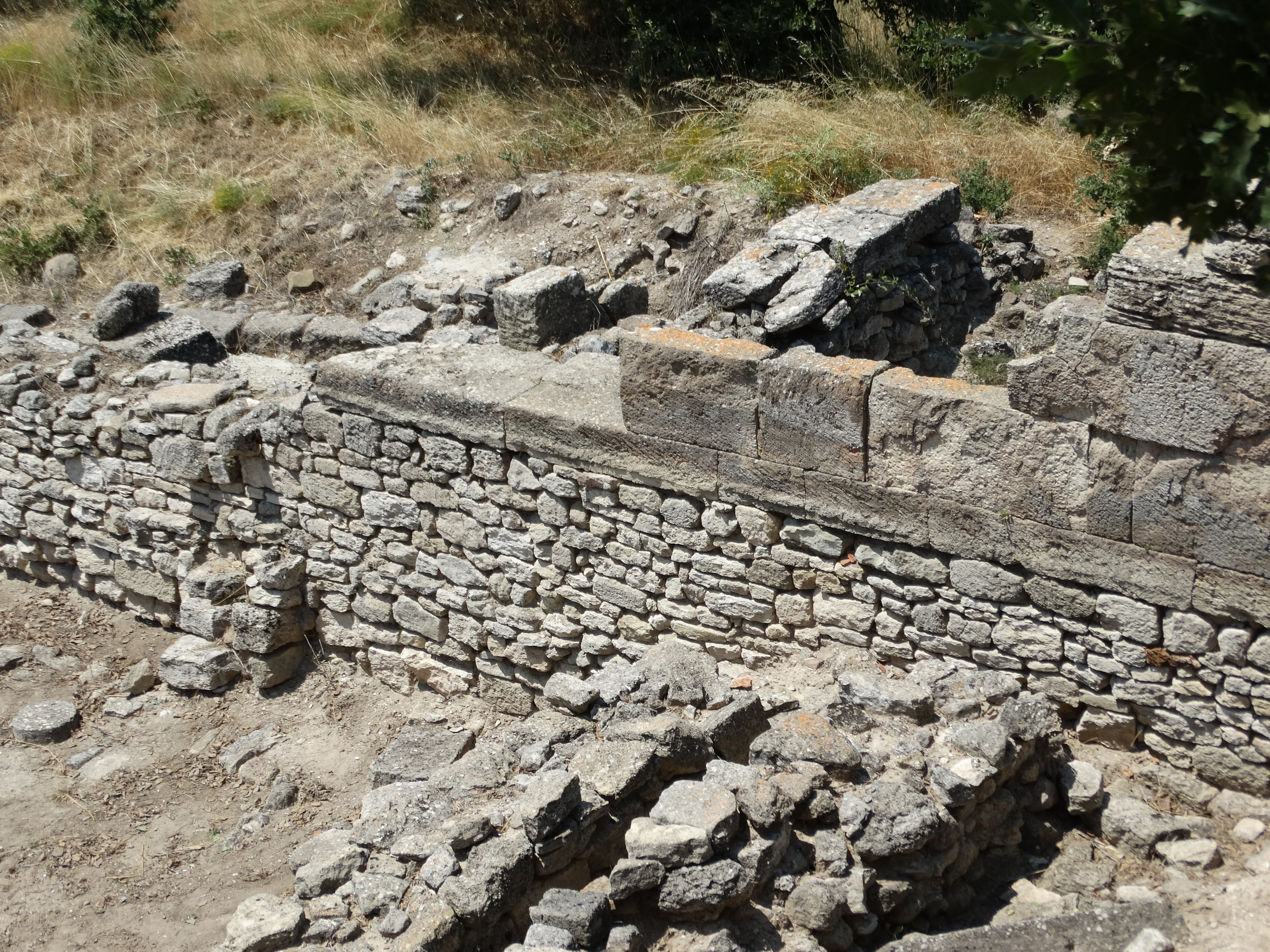
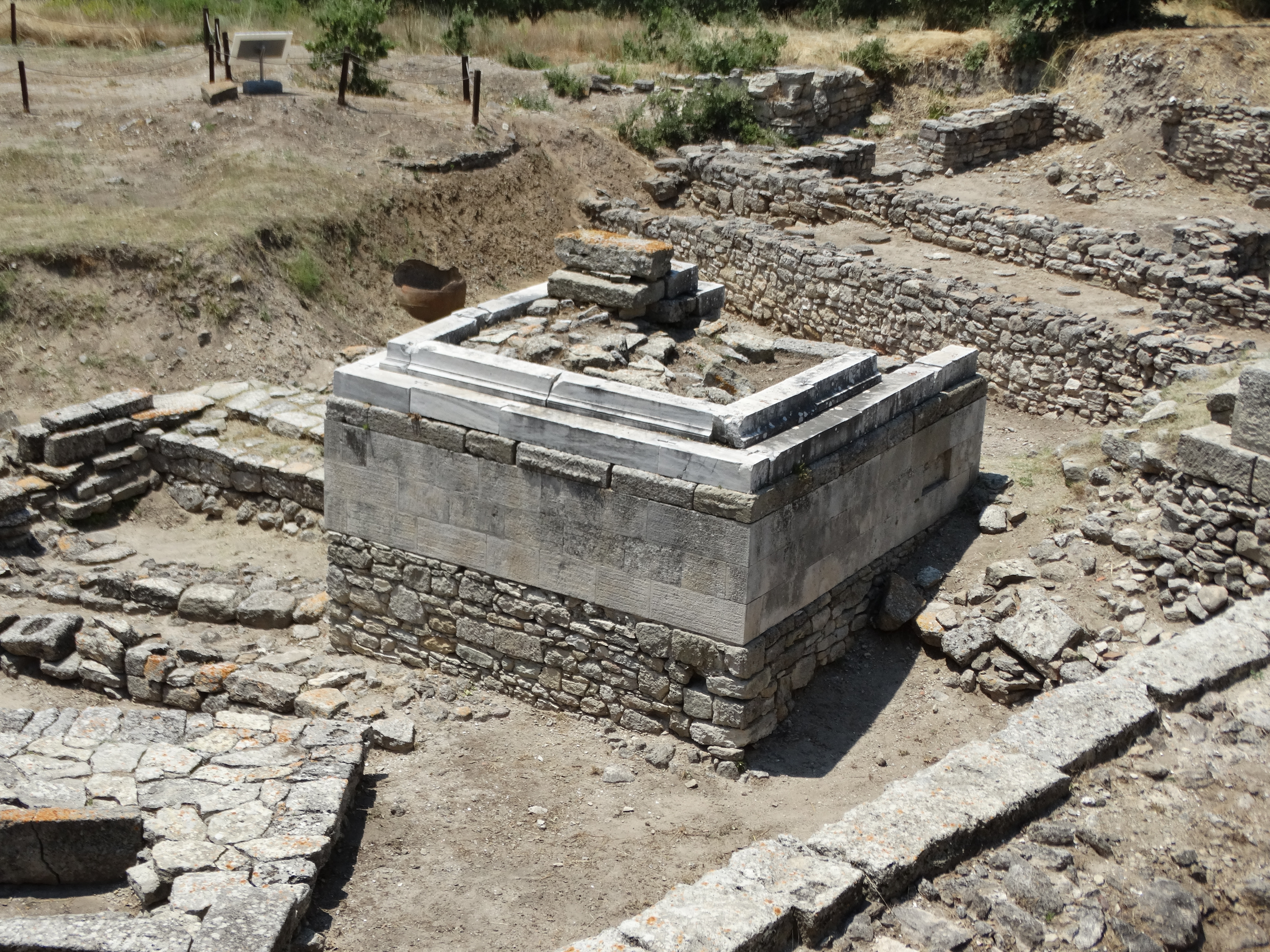
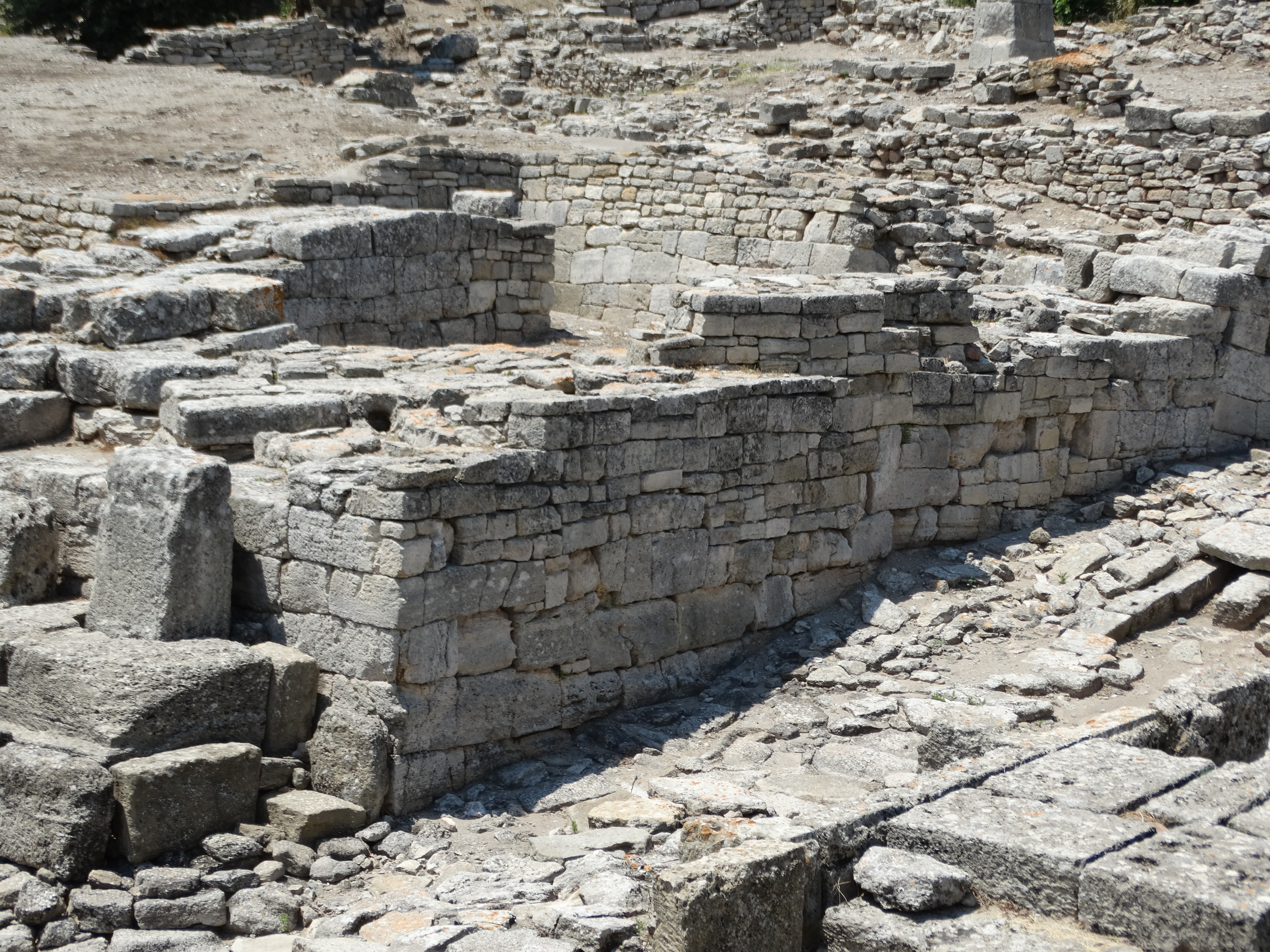
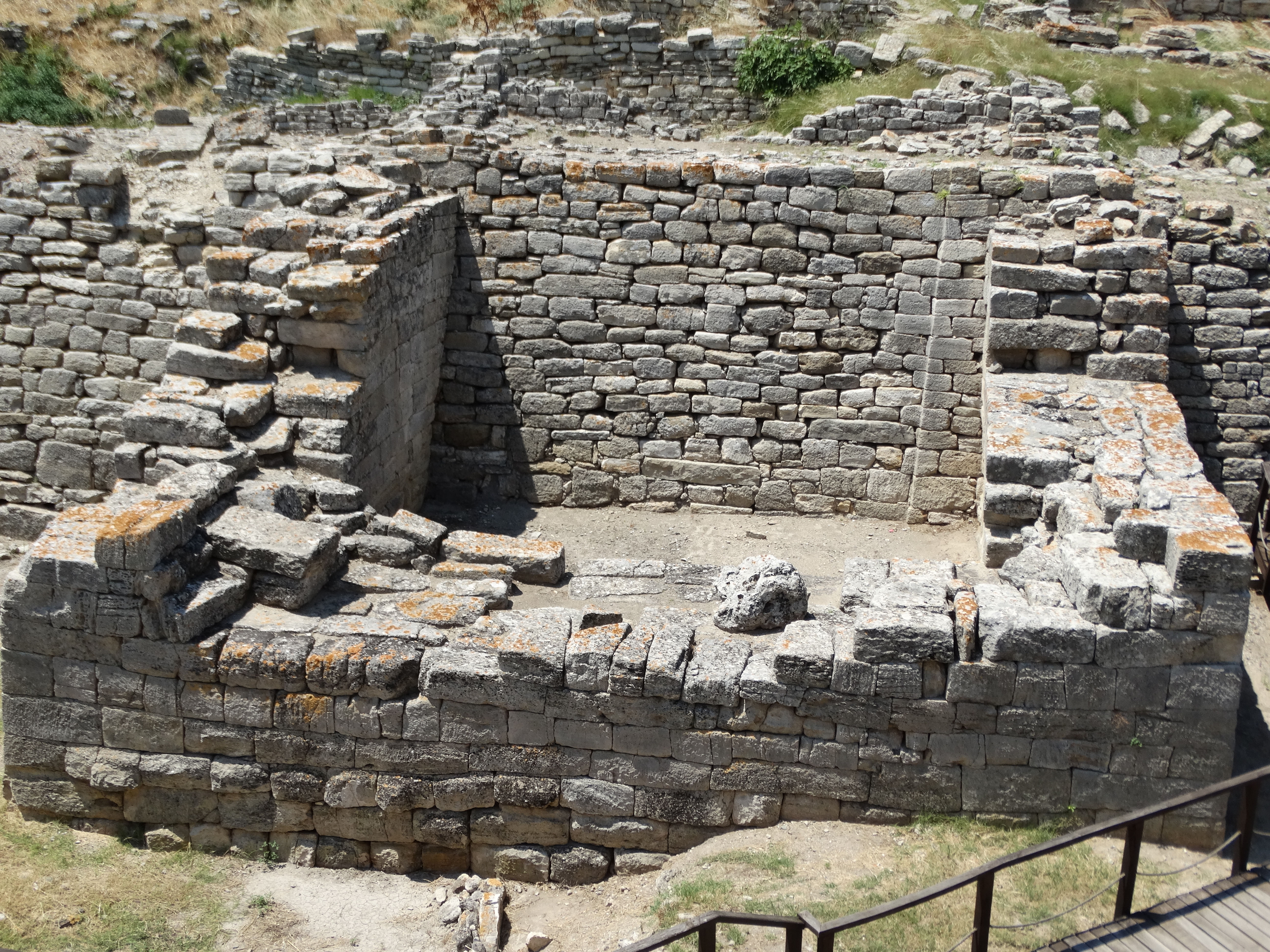